# Aloha From Hell
Aloha From Hell – niemiecki zespół muzyczny grający pop rock. Jak dotąd największy przebój AFH to Don't Gimme That. Zespół pochodzi z Aschaffenburga. Aloha From Hell tworzą Vivien (wokal), Moo (gitara akustyczna), Andy (gitara elektryczna), Feli (perkusja) i Max (gitara basowa). W 2007 Aloha From Hell wygrali popularny niemiecki konkurs dla debiutantów (BRAVO Bandnewcomer, czyli Debiutant BRAVO), dzięki któremu zespół podpisał kontrakt płytowy z Sony BMG. Ich pierwsza płyta została wydana 16 stycznia 2009, pod tytułem No more days to waste. W 2009 zostali najlepszym debiutantem niemieckim według VIVA Deutschland – Nagroda COMET. Od 15 lipca 2010 roku zespół oficjalnie nie istnieje, a powodem rozpadu Aloha From Hell jest rozbieżność członków w robieniu muzyki w jednym gatunku muzycznym.

## Dyskografia

### Albumy
| Year | Title                 | Chart position | Chart position | Chart position | Chart position | Chart position |
| Year | Title                 | GER            | AUT            | SWI            | FRA            | JP             |
| ---- | --------------------- | -------------- | -------------- | -------------- | -------------- | -------------- |
| 2009 | No More Days to Waste | 21             | -              | -              | -              | 10             |

### Single
| Year | Title                                      | Chart positions | Chart positions | Chart positions | Chart positions | Chart positions | Note |
| Year | Title                                      | GER             | AUT             | SWI             | FRA             | JP              | Note |
| ---- | ------------------------------------------ | --------------- | --------------- | --------------- | --------------- | --------------- | ---- |
| 2008 | Don't Gimme That No More Days to Waste     | 29              | 11              | -               | -               | -               | …    |
| 2008 | Walk Away No More Days to Waste            | 26              | 72              | -               | -               | -               | …    |
| 2009 | No More Days to Waste                      | 56              | -               | -               | -               | 11              | …    |
| 2009 | Can You Hear Me Boys No More Days to Waste | 79              | -               | -               | -               | 84              |      |

## Nagrody
- 2008: Bayerischer Musiklöwe (Bavarian Lion of Music)
- 2009: Viva COMET – Bester Durchstarter ("Best Breakthrough")